# (17031) Piethut
(17031) Piethut (1999 FL9) – planetoida z pasa głównego asteroid okrążająca Słońce w ciągu 3,71 lat w średniej odległości 2,39 j.a. Odkryta 22 marca 1999 roku.